# Хемчик
Хемчик — сільське поселення (сумон) Бай-Тайгинського кожууна Республіки Тива Російської Федерації. До складу сумона входить село Хемчик, яке, водночас, має статус центру сумона.

## Населення
| Рік    | 2011 | 2012 | 2013 | 2014 | 2015 |
| ------ | ---- | ---- | ---- | ---- | ---- |
| Насел. | 798  | 786  | 784  | 789  | 786  |